# سمير الطالب (مجلة)
مجلة سمير الطَّالب هي مجلة مصرية أسبوعية كانت تصدر مرة كل أسبوعين مؤقتاً، شعارها: ((مجلة أدبية جامعة يحررها الطَّلبة))، عنوانها: الرسائل والمخابرات، صندوق البوسطة رقم 5 شبرا، مصر، صدر العدد الأول منها يوم الخميس 13 نوفمبر 1924م.
المجلة مُوجهة للشباب والصغار، وهي أول مجلة تنشر بالكامل مساهماتهم. لا تحوي المجلة اسم رئيس تحريرها والمُقدمة مُوقَّعة باسم لجنة التحرير، لكن هناك إشارة إلى صاحب الامتياز وهو فهيم بسخرون. كما أن هناك شعارات وإعلانات عن هوية المجلة داخل العدد مثل: ((سمير الطالب مفيد لكل طالب)). وليس هناك أبواباً ثابتةً في المجلة ولا محررون ثابتون، وليس هناك رسوم أو رسامون دائمون لكن من بين العناوين:
- أثر العلم على الأخلاق
- عظماء الرجال
- بالإضافة إلى الأشعار

تنشر المجلة مسابقات أدبية مثل تكوين بيت شعر من مفردات تُحددها المجلة، عدد صفحات المجلة في حدود 28 صفحة ذات قطع 24×17 سم، وليس هناك رسوم أو تسالي في المجلة وتخلو من الملاحق، ولا تنشر صوراً للقراء وإنما تعتمد على مساهماتهم، سعر المجلة عشرة مليمات، واشتراكها السنوي 50 قرشاً، و20 قرشاً للطلبة.
تعتمد لمجلة على الإعلانات وتحوي فكاهات. على غلاف العدد الأول صورة لدولة الرئيس سعد باشا زغلول، وعلى الغلاف كل ما يتعلق بعنوان المجلة والاشتراكات والهوية. جاء في مقدمة العدد الأول تحت غنوان ((شعارنا)): (فلما كان الطلبة رجال الغد وعدة المستقبل هم الذين تبنى عليهم مصر صرح آمالها، وتحقق على أيديهم رغباتها قمنا بتحرير هذه المجلة لتكون لهم مجتمعاً علميَّاً يتبادلون فيه آراءهم العلمية وسوقاً عظيماً يعرضون فيه بضاعتهم الأدبية وميداناً واسعاً يلجه باحثون عن أنجح الطرق وخير الوسائل لمداواة أمراضنا الاجتماعية الكثيرة بطرق علمية، فيخرج الطالب من مدرسته ميمماً وجهه نحو ميدان العمل فيدخله وقد عرف بواسطة تلك المجلة معنى الحياة)

## أبرز الكُتَّاب
- محمد علي الدويدري
- محمد عبد التواب السيد
- محمد سيني
- مدرسة الأقباط الكبرى
- رابعة أدبي
- فؤاد أندراوس
- محمد عبد الفتاح إبراهيم